# Decred
Decred – kryptowaluta typu open source, podobna do bitcoin i zbudowana na blockchain. Decred wykorzystuje hybrydowy system konsensusu: Proof-of-Work/Proof-of-Stake. Jedną z kluczowych cech projektu jest decentralizacja procesu decyzyjnego – zdolność posiadaczy kryptowaluty Decred do udziału w procesie podejmowania decyzji dotyczących przyszłości projektu.

## Historia
Projekt został uruchomiony w lutym 2016 przez Company 0.
Wersja oprogramowania Decred 1.0 została wydana 25 kwietnia 2017 roku